# Stagnare economică
Stagnare economică este o sintagmă care desemnează acea stare a economiei naționale caracterizată prin stoparea creșterii producției și menținerea ei la un anumit nivel, limitarea activităților comerciale, financiar-bancare și a altora, în condițiile în care disponibilul de mărfuri existente pe piață devine greu vandabil datorită faptului că cererea solvabilă este inferioară producției realizate.
În perioada de stagnare economică statele sunt încurajate să promoveze reducerea timpului de lucru în toate domeniile de activitate fără reducerea salariilor lucrătorilor și crearea de noi locuri de muncă pentru a evita creșterea volumului de muncă, acestea putând fi, eventual, coroborate cu reducerea, ca o măsură de tranziție, a ajutoarelor pentru întreprinderi.
În viziunea lui Margaret Thatcher, corporatismul dezvoltat după 1945 s-a transformat într-o amenințare la adresa libertății individuale, cu riscul stagnării economice.
Una dintre cele mai importante cauze ale stagnării economice o reprezintă absența creditării, pentru că nici o economie oricât de dezvoltată nu se poate dezvolta în absența creditului.